# دفع شبح
دفع شبح هو فيلم إثارة تم إنتاجه في الولايات المتحدة وصدر في سنة 2015. من بطولة نيكولاس كيج وسارة وين كوليز.

## القصة
في قالب من التشويق والإثارة، يدخل أستاذ جامعي في رحلة بحث محمومة عن ابنه الذي اختطف في إحدى مسيرات الاحتفال بعيد الهالوين

## وصلات خارجية
- دفع شبح على موقع IMDb (الإنجليزية)
- دفع شبح على موقع ميتاكريتيك (الإنجليزية)
- دفع شبح على موقع روتن توميتوز (الإنجليزية)
- دفع شبح على موقع نتفليكس (الإنجليزية)
- دفع شبح على موقع قاعدة بيانات الأفلام العربية
- دفع شبح على موقع ألو سيني (الفرنسية)
- دفع شبح على موقع أول موفي (الإنجليزية)
- دفع شبح على موقع قاعدة بيانات الفيلم (الإنجليزية)
- دفع شبح على موقع ليتربوكسد (الإنجليزية)
- دفع شبح على موقع كينوبويسك (الروسية)